# Übergesetzlicher Notstand
Der übergesetzliche Notstand ist in der deutschen Rechtswissenschaft ein Argumentationsansatz für einen Rechtfertigungs-, Entschuldigungs- oder Strafausschließungs- und Strafaufhebungsgrund bei einer Straftat, der nicht gesetzlich geregelt ist. „Übergesetzlich“ meint Gründe, die im Gesetz nicht normiert sind, sich jedoch aus Rechtsprinzipien von gleichem oder höherem Gewicht herleiten lassen (vgl. auch Naturrecht, Rechtspositivismus). Dieser Notstand soll auf ganz außergewöhnliche und unauflösbare Gewissenskollisionen beschränkt sein. Voraussetzungen, Wesen und Rechtsfolgen des übergesetzlichen Notstands sind diffus geblieben.
Diese Rechtsfigur ist jedoch weitgehend in Rechtsprechung und Literatur anerkannt; das Bundesverfassungsgericht musste jedoch bisher nie darüber entscheiden. Dogmatisch ist sie höchst umstritten und wird im Widerspruch gesehen zu dem Verbot der Abwägung Leben gegen Leben, dem Vorbehalt des Gesetzes, dem Akkusationsgrundsatz und dem Vorrang der Verfassung. Insbesondere wird kritisch gesehen, einen übergesetzlichen Notstand in Fällen eines absoluten Verbots zu begründen, weil damit die absolute und ausnahmslose Wirkung des Verbots bewusst umgangen wird. Beispiel: Folterverbot.

## Entwicklung
Das deutsche Strafgesetzbuch kannte in seiner ursprünglichen Fassung nur eine Notstandsregelung, die etwa dem heutigen entschuldigenden Notstand (§ 35 StGB) entspricht. Dies führte beispielsweise dazu, dass sich ein Arzt nach damaligem Recht strafbar machte, der bei medizinischer Indikation einen Schwangerschaftsabbruch durchführte, um das Leben seiner Patientin zu retten.
In einem solchen Fall erkannte das Reichsgericht 1927 an, dass es auch einen rechtfertigenden Notstand gibt, der nicht gesetzlich geregelt sei. Nach der Güterabwägungstheorie handele derjenige nicht rechtswidrig, der ein geringerwertiges Rechtsgut verletzt, um ein „höherwertiges Rechtsgut“ zu schützen.
Dieses fallbezogene Konstrukt wurde mit Einführung des rechtfertigenden und entschuldigenden Notstands (§ 34 und § 35 StGB) durch die Große Strafrechtsreform im Jahr 1975 verworfen.

## Schuldausschließende Pflichtenkollision
Eine unlösbare Pflichtenkollision besteht, wenn der Täter nur die Wahl zwischen zwei Übeln hat und sich in beiden Fällen pflichtverletzend verhalten würde.
Beispiel: Ärzte, die in der Zeit des Nationalsozialismus einige Geisteskranke für die Aktion T4 selektiert haben, um andere Geisteskranke zu retten. Hätten sich die Ärzte geweigert, wären durch einen anderen Arzt wahrscheinlich wesentlich mehr Patienten ermordet worden.
Aufgrund dessen wurden in einem Urteil des OGH nach dem Zweiten Weltkrieg einige der Ärzte vom Strafvorwurf freigesprochen. Seitdem geht man davon aus, dass ein Verhalten in ähnlich gelagerten Fall-Konstellationen nicht strafbewehrt ist.

## Daschner-Prozess
Öffentlich diskutiert wurde über den übergesetzlichen Notstand im Jahr 2002 beim Entführungsfall Jakob von Metzler. Dort drohte der damalige stellvertretende Polizeipräsident Wolfgang Daschner dem Täter mit Folter, wenn er nicht den Aufenthaltsort seines Opfers bekanntgeben würde. Während des nachfolgenden Prozesses berief sich Wolfgang Daschner u. a. auf eine schuldausschließende Pflichtenkollision, da er handelte, um das Opfer zu retten.
Das Landgericht Frankfurt folgte dieser Auffassung jedoch nicht. Notstand scheide schon deswegen aus, da es andere, mildere Mittel gegeben hätte, um das Opfer zu retten.

## Gezielter Abschuss von entführten Passagierflugzeugen
Der übergesetzliche Notstand wurde im Jahr 2007 im Rahmen der Terrorismusbekämpfung von Bundesverteidigungsminister Franz Josef Jung als mögliche Rechtsgrundlage für den Abschuss von entführten (und zur Waffe pervertierten) Passagierflugzeugen ins Spiel gebracht.
Bereits in der Legislaturperiode zuvor („rot/grün“), am 14. Januar 2004 legte die damalige Bundesregierung (Kabinett Schröder II) dem Bundestag einen Gesetzentwurf („Entwurf eines Gesetzes zur Neuregelung von Luftsicherheitsaufgaben“) vor. Dagegen klagten ein Pilot und fünf Anwälte beim Bundesverfassungsgericht, das darüber am 9. November 2005 verhandelte und am 15. Februar 2006 entschied, dass Abschussermächtigungen im Luftsicherheitsgesetz nichtig sind.
Dreh- und Angelpunkt war die Frage, ob die im Flugzeug anwesenden (unschuldigen) Passagiere sowie das Flugpersonal durch den Abschuss des Flugzeuges ebenfalls getötet werden dürfen. In der Tat greifen die gesetzlich geregelten Rechtfertigungsgründe in einem solchen Fall nicht ein:
Die Notwehr nach § 32 StGB rechtfertigt nur Eingriffe in Rechtsgüter des Angreifers, also der Flugzeugentführer. Der rechtfertigende Notstand nach § 34 StGB scheidet aus, da eine Abwägung Leben gegen Leben aufgrund des absoluten Schutzes der Menschenwürde jedes Einzelnen (Art. 1 Abs. 1 GG) nicht in Betracht kommt. Auch im Übrigen kann es keine rechtfertigende gesetzliche Grundlage geben. Da der gezielte Abschuss von entführten Passagiermaschinen die an Bord befindlichen Passagiere und Besatzungsmitglieder zu bloßen Objekten staatlichen Handelns degradiert, verstößt er gegen Art. 1 Abs. 1 GG. Auch eine Verfassungsänderung könnte hieran nichts ändern, da insoweit die Ewigkeitsgarantie des Art. 79 Abs. 3 GG gilt.
Es verbleiben also nur Entschuldigungsgründe, wobei der gesetzlich geregelte entschuldigende Notstand nach § 35 StGB schon wegen der dort erforderlichen Nähebeziehung ausscheidet. Letztlich könnte ein Abschussbefehl also nur auf den übergesetzlichen Notstand gestützt werden. Dieser macht das Handeln aber nicht rechtmäßig, sondern entschuldigt unter engen Voraussetzungen (vgl. das Trolley-Problem) rechtswidriges Handeln. Der übergesetzliche Notstand ist also im juristischen Sinne keine Rechtsgrundlage für den Abschuss von entführten Passagierflugzeugen. Dementsprechend lautet die Empfehlung des Bundeswehrverbandes und des VBSK, einen entsprechenden (rechtswidrigen) Abschussbefehl nicht auszuführen. Nach § 11 Abs. 2 SG darf ein Soldat einen Befehl nicht ausführen, wenn dadurch eine Straftat begangen würde.